# Va'afuti Tavana
Va'afuti Gaugau Tavana Junior (Auckland, 25 settembre 1987) è un pallavolista statunitense.
Gioca nel ruolo di centrale nel Jakarta BNI 46.

## Biografia
È sposato con l'ex pallanuotista Tumua Anae.

## Carriera
La carriera di Va'afuti Tavana inizia nel 2002, con la squadra giovanile dell'ASICS Rainbows Volleyball Club; contemporaneamente gioca anche con la squadra della Kauai High School. Nel 2006 entra a far parte della squadra di pallavolo della Brigham Young University, con la quale tuttavia inizia a giocare solo dal 2009 al 2012, prendendo parte alla NCAA Division I.
Fa il suo esordio nella pallavolo professionistica nella stagione 2012-13, quando viene ingaggiato dalla Pallavolo Piacenza, squadra della Serie A1 italiana con la quale si aggiudica la Challenge Cup; durante l'estate del 2013 fa il suo debutto nella nazionale statunitense, vincendo la medaglia d'oro al campionato nordamericano. Nella stagione successiva va a giocare nella Ligue A francese per lo Spacer's Toulouse Volley.
Nel campionato 2015 gioca nella Proliga indonesiana col Jakarta BNI 46, venendo premiato come miglior muro del campionato.

## Palmarès

### Club
- Challenge Cup: 1

2012-13

### Premi individuali
- 2015 - Proliga: Miglior muro